# Clarence Thomas
Clarence Thomas, född 23 juni 1948 i Pin Point, Chatham County, Georgia, är en amerikansk jurist och ledamot av USA:s högsta domstol. 
Thomas har varit domare i USA:s högsta domstol sedan 1991 och han är den andre afroamerikanen som suttit i domstolen (Thurgood Marshall var den förste). 

## Biografi
Thomas växte upp under fattiga omständigheter i Georgia vid kusten där fadern var lantarbetare och modern var född utomäktenskaplig. Familjen talade i hemmet kreolspråket gullah.
Han påbörjade sin utbildning till präst vid Conception Seminary College i Missouri som drevs av Benediktinorden. Efter mordet på Martin Luther King Jr. övergav Thomas den teologiska utbildningen och började istället med på College of the Holy Cross i Massachusetts. Thomas tog bachelorexamen från College of the Holy Cross sommaren 1971 och påbörjade juristutbildning vid Yale Law School samma höst, med juristexamen 1974.
Efter examen hade Thomas svårt att få jobb inom advokatbyråer inom den privata sektorn då det, enligt Thomas själv, fanns en outtalad uppfattning att en afroamerikan enbart kunde erhållit examen med hjälp av positiv särbehandling. Thomas flyttade hösten 1974 till Saint Louis. Han var biträdande attorney general för delstaten Missouri från 1974 till 1977. Efter en kortare tid vid Monsanto flyttade Thomas 1979 till Washington, D.C. och arbetade bland annat inom senatens handelsutskott och vid USA:s utbildningsdepartement.
Thomas utsågs av USA:s president Ronald Reagan till ordförande för Equal Employment Opportunity Commission (EEOC), en befattning Thomas tjänstgjorde i från 1982 till 1990.
President George H. W. Bush nominerade 1989 Thomas som domare vid United States Court of Appeals for the District of Columbia Circuit. Thomas kom att tjänstgöra där i 19 månader.
Han blev domare i högsta domstolen 23 oktober 1991 efter att ha nominerats av president George H.W. Bush. Senaten bekräftade Thomas med en röst på 52–48. Sedan 2018 har Thomas varit den som suttit längst i domstolen med en mandattid på över 30 år.
Thomas anses allmänt vara domstolens mest konservativa medlem.
Clarence Thomas har varit gift i ett nu upplöst äktenskap men är sedan 1987 omgift med Ginni Thomas.

## Offentlig uppfattning
Thomas är allmänt associerad med den mer konservativa sidan av domstolen. Han har sällan gett medieintervjuer under sin tid på domstolen. År 2007 sa han: "En av anledningarna till att jag inte gör media intervjuer är att förr i tiden har media ofta sitt eget manus."
Under 2006 hade Thomas ett 48 procent positivt betyg och 36 procent negativt betyg, enligt Rasmussen Reports.